# Assérac
Assérac est une commune de l'Ouest de la France, située dans le département de la Loire-Atlantique, en région Pays de la Loire..

## Géographie

Situation de la commune d'Assérac dans le département de la Loire-Atlantique.

### Situation
Assérac est situé au nord de la presqu'île de Guérande, à 7 km au nord de cette ville, au nord-ouest du parc naturel régional de Brière.
| Pénestin         | Camoël     | Férel     |
| Océan Atlantique | Assérac    | Herbignac |
| Mesquer          | Saint-Molf |           |

### Littoral
Assérac présente une importante façade littorale, formée par :
- le traict de Pen Bé, un bras de mer dans lequel se trouvent exploitations ostréicoles et mytilicoles, ainsi que plusieurs plages ;
- la grande baie de Pont-Mahé (qu'elle partage avec la commune de Pénestin) appréciée par les pratiquants des sports de glisse et des sports équestres.

### Climat
Pour des articles plus généraux, voir Climat des Pays de la Loire et Climat de la Loire-Atlantique.
En 2010, le climat de la commune est de type climat méditerranéen altéré, selon une étude du CNRS s'appuyant sur une série de données couvrant la période 1971-2000. En 2020, Météo-France publie une typologie des climats de la France métropolitaine dans laquelle la commune est exposée à un climat océanique et est dans la région climatique Bretagne orientale et méridionale, Pays nantais, Vendée, caractérisée par une faible pluviométrie en été et une bonne insolation.
Pour la période 1971-2000, la température annuelle moyenne est de 12,2 °C, avec une amplitude thermique annuelle de 12,5 °C. Le cumul annuel moyen de précipitations est de 786 mm, avec 12,4 jours de précipitations en janvier et 5,8 jours en juillet. Pour la période 1991-2020, la température moyenne annuelle observée sur la station météorologique de Météo-France la plus proche, sur la commune de Herbignac à 6 km à vol d'oiseau, est de 12,6 °C et le cumul annuel moyen de précipitations est de 886,4 mm,. Pour l'avenir, les paramètres climatiques de la commune estimés pour 2050 selon différents scénarios d'émission de gaz à effet de serre sont consultables sur un site dédié publié par Météo-France en novembre 2022.

## Urbanisme

### Typologie
Au 1er janvier 2024, Assérac est catégorisée commune rurale à habitat dispersé, selon la nouvelle grille communale de densité à sept niveaux définie par l'Insee en 2022.
Elle est située hors unité urbaine et hors attraction des villes,.
La commune, bordée par l'océan Atlantique, est également une commune littorale au sens de la loi du 3 janvier 1986, dite loi littoral. Des dispositions spécifiques d’urbanisme s’y appliquent dès lors afin de préserver les espaces naturels, les sites, les paysages et l’équilibre écologique du littoral, tel le principe d'inconstructibilité, en dehors des espaces urbanisés, sur la bande littorale des 100 mètres, ou plus si le plan local d’urbanisme le prévoit.

### Occupation des sols
L'occupation des sols de la commune, telle qu'elle ressort de la base de données européenne d’occupation biophysique des sols Corine Land Cover (CLC), est marquée par l'importance des territoires agricoles (77,1 % en 2018), en diminution par rapport à 1990 (78,6 %). La répartition détaillée en 2018 est la suivante :
terres arables (37,3 %), zones agricoles hétérogènes (27,5 %), prairies (12,4 %), forêts (8,7 %), zones humides côtières (5,4 %), zones urbanisées (3,2 %), zones humides intérieures (2,2 %), espaces verts artificialisés, non agricoles (2 %), eaux continentales (1,2 %), eaux maritimes (0,1 %). L'évolution de l’occupation des sols de la commune et de ses infrastructures peut être observée sur les différentes représentations cartographiques du territoire : la carte de Cassini (XVIIIe siècle), la carte d'état-major (1820-1866) et les cartes ou photos aériennes de l'IGN pour la période actuelle (1950 à aujourd'hui).

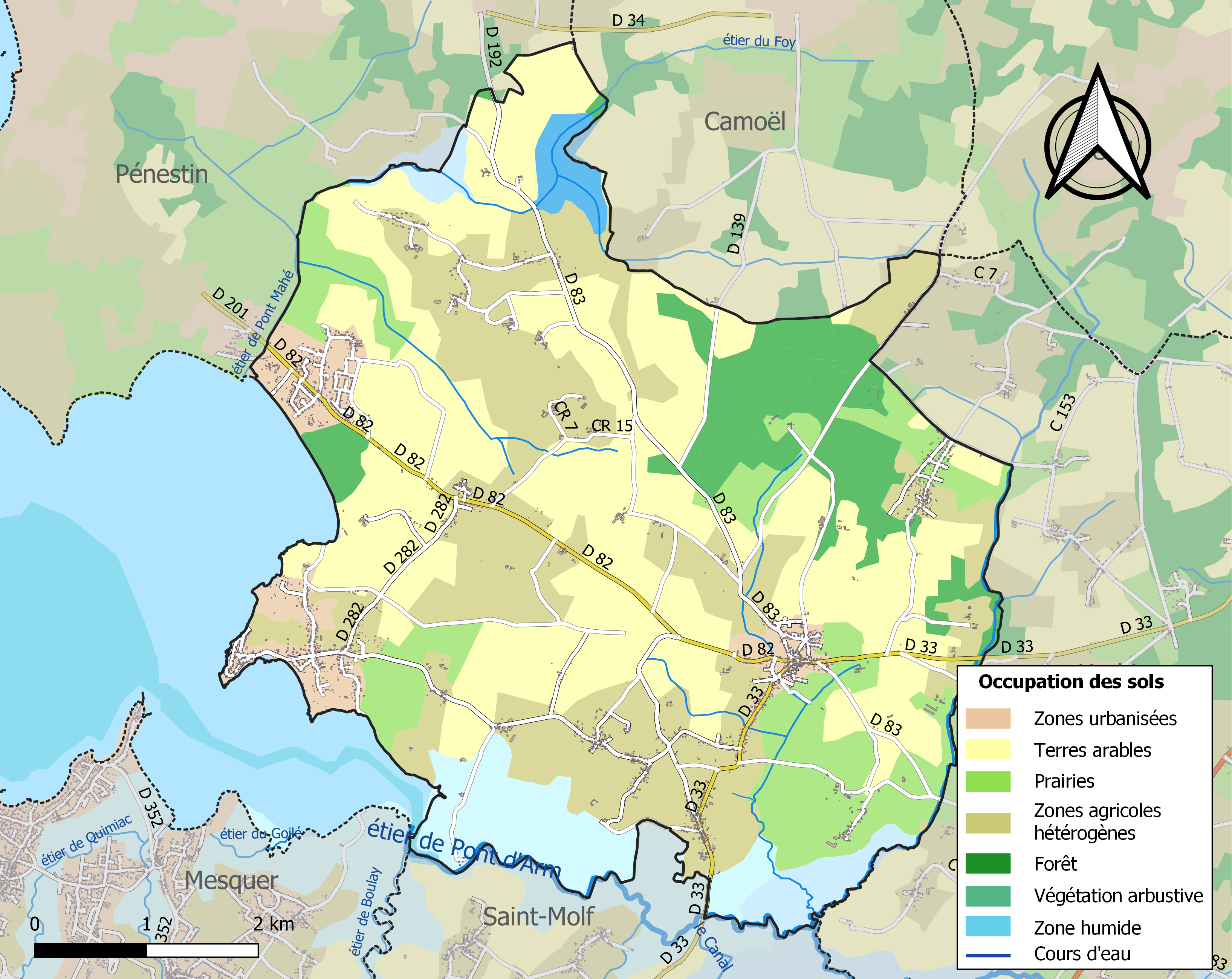
Carte des infrastructures et de l'occupation des sols de la commune en 2018 (CLC).

## Toponymie
Le nom de la localité est attesté sous les formes Azarac en 1160 (archives de la Loire-Inférieure),; Asserac en 1287;  Acérac au XVIIe siècle et XVIIIe siècle.
Il s'agit d'une formation toponymique gallo-romaine en -acum,, suffixe d'origine gauloise locatif à l'origine, puis de propriété. Il s'est régulièrement fixé sous forme de terminaison -ac dans les régions où le breton est parlé ou a été parlé, ailleurs à l'ouest, dans les régions de langue d'oïl, il a évolué en -é.
L'identification du premier élément, probablement un anthroponyme, divise les toponymistes. Les uns considèrent, d'après la forme la plus ancienne, qu’Assérac est une altération d’Azarac et proposent le nom d'homme latin hypothétique *Atiarius (dérivé d’Atius), les autres suggèrent de reconnaître le nom de personne latin Aceraeus.
La commune possède un nom en gallo, la langue d'oïl locale, écrit Assera selon l'écriture ABCD, Aserac selon l'écriture ELG ou Asséra selon l'écriture MOGA. En gallo, le nom de la commune se prononce [ɑ̈.se.rɑ̈],.
En breton, le nom de la commune a été traduite en Azereg à la fin du XXe siècle.
Le composé L'Armor-d'Assérac désigne tout le rivage de la mer dans l’étendue de la paroisse d’Assérac, avant le XVe siècle (Archives de L.-Inf., B 1484).

## Histoire

### Antiquité
Le village fait partie du territoire de la tribu gauloise des Namnètes.

### Moyen Âge
Au VIe siècle, les Bretons s'installent à l'est de la Vilaine et dominent dès lors la presqu'île guérandaise. Ils laissent une trace importante dans la toponymie locale : plus de plus 60% des micro-toponymes sont d'origine bretonne.
Deux compagnons d'un certain Bernard (fondateur de La Roche-Bernard, selon la tradition) créent, au XIe siècle un oratoire à Pen-Bé. Ils s'établissent à Faugaret. Jusqu'au XIIe siècle, c'est là que les seigneurs d'Assérac résident. Ensuite, le siège de la seigneurie se situe à Herbignac. Le territoire fait partie des possessions des familles de Rochefort et de Rieux.

### Temps modernes
En septembre 1574, Jean (5) de Rieux est fait marquis d'Assérac. Le marquisat passe aux mains de Nicolas Fouquet de 1656 à 1658, avant de revenir à la maison de Rieux. En 1679, Jean-Gustave de Rieux vend son marquisat à la famille de Lopriac. Jusqu'à la fin du XVIIIe siècle, Pénestin faisait partie d'Assérac.

### Révolution française et Empire
La dernière marquise de la lignée, Félicité de Lopriac, est guillotinée en 1794, et le dernier seigneur d'Assérac, Louis Charles Marie de Rieux d'Assérac, est fusillé en 1795.

### Époque contemporaine
Jusqu'alors rurale, la commune est progressivement transformée à partir de l'ouverture, en 1907, de la ligne de chemin de fer reliant Guérande à Herbignac. Alors que seules quelques villas avaient été construites, elles sont dès lors une vingtaine. La ligne de chemin de fer est fermée en 1939.
À la fin de la Seconde Guerre mondiale, l'occupation allemande se prolonge à Assérac, comme sur l'ensemble des localités voisines de l'estuaire de la Loire, durant les 9 mois de l'épisode de la poche de Saint-Nazaire. Alors que la région est libérée en août 1944, la reddition effective de la poche intervient le 11 mai 1945, trois jours après la capitulation de l'Allemagne.
Le développement balnéaire est tardif : la période 1960-1970 voit l'apparition d'une zone pavillonnaire stéréotypée, notamment à Pont-Mahé. À la fin du XXe siècle, ce sont les attraits des activités liées à l'utilisation du vent qui font la renommée de la commune, urbanisée principalement le long du littoral.

## Population et société

### Démographie
Selon le classement établi par l'Insee, Assérac fait partie de l'aire urbaine et de la zone d'emploi de Saint-Nazaire et du bassin de vie d'Herbignac. Elle n'est intégrée dans aucune unité urbaine. Toujours selon l'Insee, en 2010, la répartition de la population sur le territoire de la commune était considérée comme « peu dense » : 86 % des habitants résidaient dans des zones « peu denses » et 14 % dans des zones « très peu denses ».

#### Évolution démographique
L'évolution du nombre d'habitants est connue à travers les recensements de la population effectués dans la commune depuis 1793. Pour les communes de moins de 10 000 habitants, une enquête de recensement portant sur toute la population est réalisée tous les cinq ans, les populations de référence des années intermédiaires étant quant à elles estimées par interpolation ou extrapolation. Pour la commune, le premier recensement exhaustif entrant dans le cadre du nouveau dispositif a été réalisé en 2005.

En 2022, la commune comptait 1 881 habitants, en évolution de +4,67 % par rapport à 2016 (Loire-Atlantique : +6,68 %, France hors Mayotte : +2,11 %).
| 1793  | 1800  | 1806  | 1821  | 1831  | 1836  | 1841  | 1846  | 1851  |
| ----- | ----- | ----- | ----- | ----- | ----- | ----- | ----- | ----- |
| 1 349 | 1 346 | 1 424 | 1 416 | 1 742 | 1 708 | 1 655 | 1 709 | 1 786 |

| 1856  | 1861  | 1866  | 1872  | 1876  | 1881  | 1886  | 1891  | 1896  |
| ----- | ----- | ----- | ----- | ----- | ----- | ----- | ----- | ----- |
| 1 757 | 1 678 | 1 809 | 1 828 | 1 851 | 1 845 | 1 866 | 1 817 | 1 780 |

| 1901  | 1906  | 1911  | 1921  | 1926  | 1931  | 1936  | 1946  | 1954  |
| ----- | ----- | ----- | ----- | ----- | ----- | ----- | ----- | ----- |
| 1 678 | 1 717 | 1 755 | 1 533 | 1 440 | 1 336 | 1 314 | 1 213 | 1 218 |

| 1962  | 1968  | 1975  | 1982  | 1990  | 1999  | 2005  | 2006  | 2010  |
| ----- | ----- | ----- | ----- | ----- | ----- | ----- | ----- | ----- |
| 1 179 | 1 151 | 1 079 | 1 128 | 1 239 | 1 361 | 1 568 | 1 668 | 1 789 |

| 2015  | 2020  | 2022  | - | - | - | - | - | - |
| ----- | ----- | ----- | - | - | - | - | - | - |
| 1 801 | 1 875 | 1 881 | - | - | - | - | - | - |

#### Pyramide des âges
En 2018, le taux de personnes d'un âge inférieur à 30 ans s'élève à 30,1 %, soit en dessous de la moyenne départementale (37,3 %). À l'inverse, le taux de personnes d'âge supérieur à 60 ans est de 31,4 % la même année, alors qu'il est de 23,8 % au niveau départemental.
En 2018, la commune comptait 896 hommes pour 922 femmes, soit un taux de 50,72 % de femmes, légèrement inférieur au taux départemental (51,42 %).
Les pyramides des âges de la commune et du département s'établissent comme suit.
| Hommes | Classe d’âge | Femmes |
| ------ | ------------ | ------ |
| 0,4    | 90 ou +      | 0,9    |
| 5,8    | 75-89 ans    | 8,5    |
| 24,8   | 60-74 ans    | 22,2   |
| 21,6   | 45-59 ans    | 20,5   |
| 16,8   | 30-44 ans    | 18,2   |
| 12,6   | 15-29 ans    | 12,2   |
| 18,0   | 0-14 ans     | 17,5   |

| Hommes | Classe d’âge | Femmes |
| ------ | ------------ | ------ |
| 0,6    | 90 ou +      | 1,8    |
| 6      | 75-89 ans    | 8,6    |
| 15,1   | 60-74 ans    | 16,4   |
| 19,4   | 45-59 ans    | 18,8   |
| 20,1   | 30-44 ans    | 19,3   |
| 19,2   | 15-29 ans    | 17,4   |
| 19,5   | 0-14 ans     | 17,6   |

## Économie
Depuis la deuxième moitié du XXe siècle, les principales activités économiques de la commune sont la polyculture, l'ostréiculture, l'exploitation des salines et les activités liées au tourisme.

## Culture locale et patrimoine

### Lieux et monuments

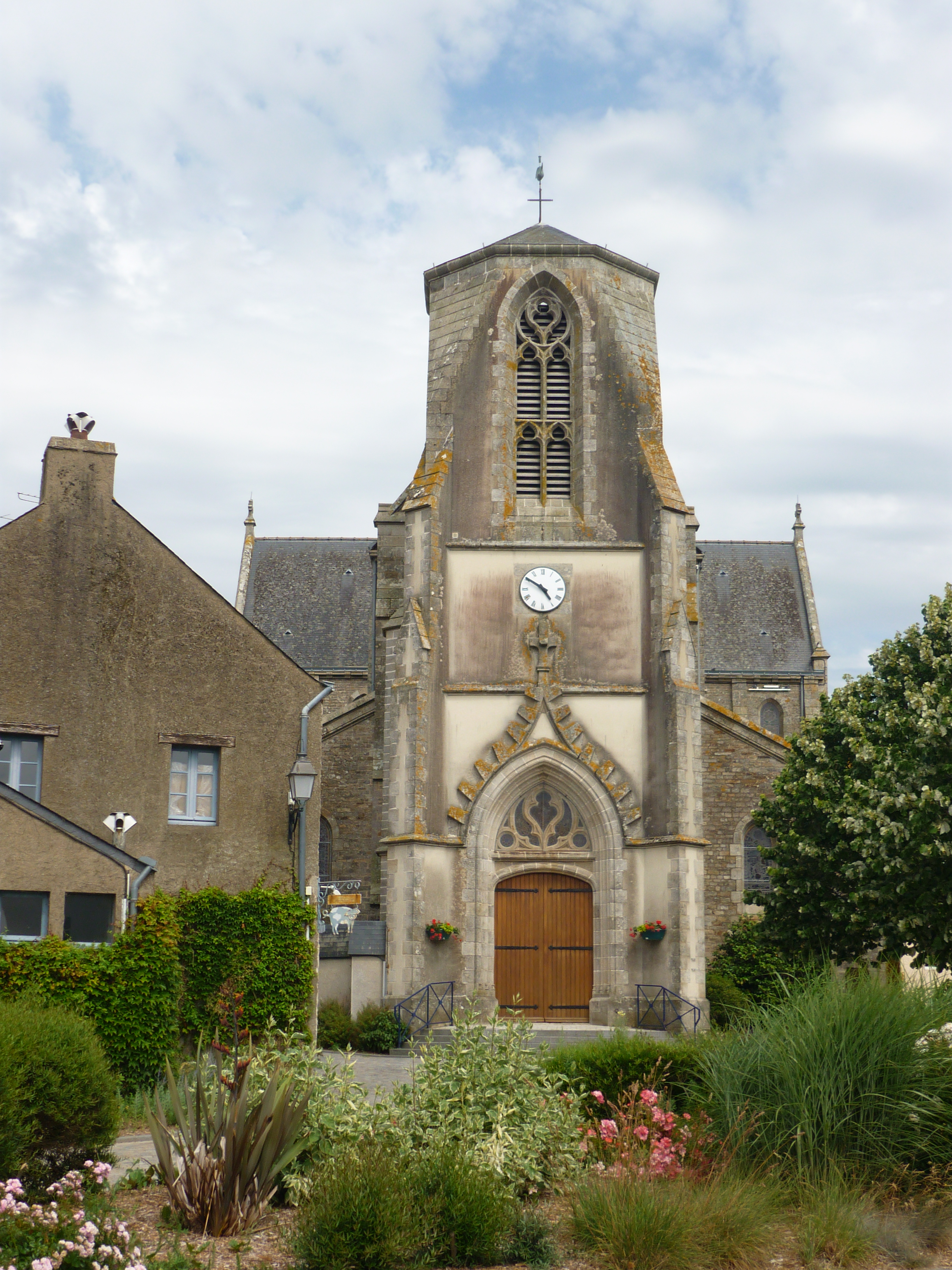
L'église Saint-Hilaire.

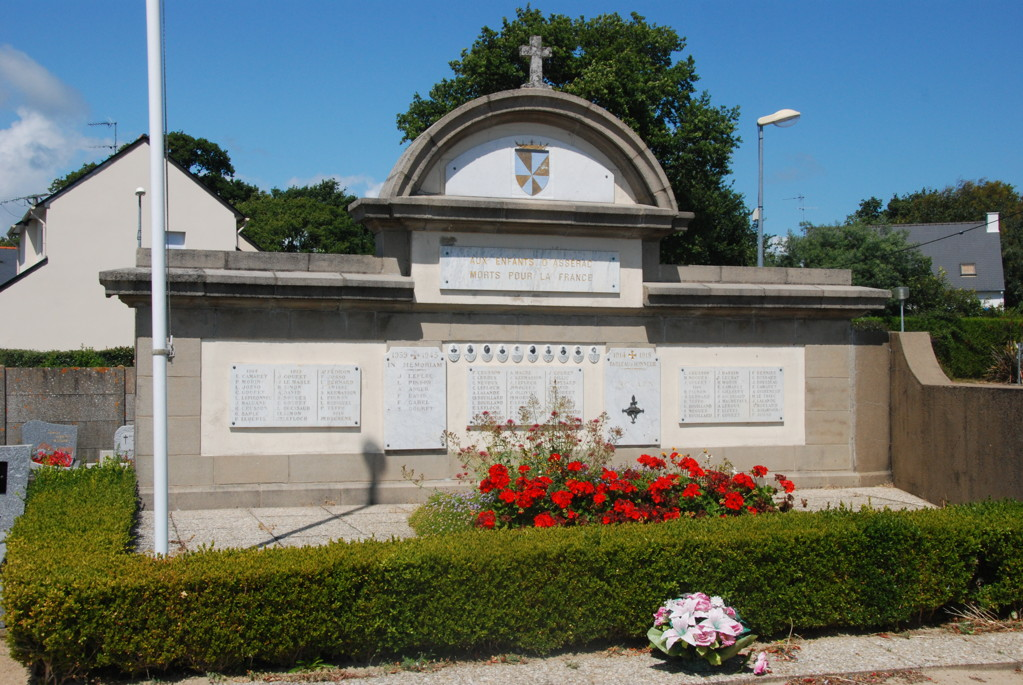
Monument aux morts des guerres de 1914-1918 et 1939-1945.

La baie de Pont-Mahé, située sur le territoire de la commune, représente un site naturel notable et draine depuis le milieu des années 2000 une intense activité touristique et de loisirs. La conjonction d'une étendue d'eau protégée et de vents soutenus fait de la baie un spot de planche à voile et de kitesurf renommé.
L'église Saint-Hilaire, consacrée le 12 juillet 1886, est de style néo-gothique. Elle remplace un ancien édifice de type roman.
Le monument aux morts est situé dans le cimetière communal. La liste des soldats morts lors des deux guerres mondiales y figurant se trouve sur le relevé no 35513 du site MémorialWebGen.org.
Le manoir de Kerougas.
Le château du Quenet, propriété successive de la famille Poictevin de La Rochette, puis des Le Beschu de Champsavin.

### Emblèmes

#### Héraldique
| Blason | Blasonnement : Gironné d'or et d'azur de huit pièces. Commentaires : ces armoiries (toute comme la devise de la ville) sont celles de l'ancienne famille d'Assérac (écartelé d'or et d'azur), sortie de Tournemine et connue dès le XIe siècle. Assérac est devenu marquisat en 1574 au profit de Jean de Rieux. Blason (délibération municipale du 8 février 1972) enregistré le 19 juillet 1972,. |

#### Devise
La devise d'Assérac : Franc à tout venant.

### Personnalités liées à la commune
- Pierre Louis Godet de Châtillon (1740-1807), général des chouans de Loire-Inférieure et du Bas-Anjou, mort au manoir dit du Plessis à Assérac.
- Louis Camaret, (1795-1860), Recteur de l'Académie de Douai, est né au lieu-dit Barzin.
- Jules de Prémaray, (1819-1868), auteur dramatique, y est né au lieu-dit Pont d'Armes.
- Louis de Champsavin, (1867-1916), officier et cavalier français, y est né.
- Olivier Guichard, (1920-2004), chef de cabinet de Charles de Gaulle puis ministre et président du conseil régional des Pays de la Loire, possédait une demeure à Assérac, au lieu-dit Ker Olivier. La place de l'église porte à présent son nom. En 2003, trois personnes se réclamant de la cause bretonne tentèrent de déboulonner les plaques portant le nom d'Olivier Guichard.